# 利希尔金礦
利希尔金矿（英语：Lihir Gold）是一家金矿公司，业务遍佈巴布亚新几内亚、澳大利亚和西非。该公司于1995年6月在巴布亚新几内亚注册成立。該公司於2010年4月被Newcrest Mining收購。